# Chata winnicowa w Montbrison
Chata winnicowa w Montbrison – wzniesiona w XIX wieku. Od 1949 roku posiada status zabytku, w kategorii Patrimoine architectural (Mérimée).

## Lokalizacja
Chata zlokalizowana jest przy 6 All. de la Raie Faraude w miejscowości Montbrison, w departamencie Loara, w regionie Owernia-Rodan-Alpy.

## Historia
Chata została wybudowana w XIX wieku. Służyła do przechowywania narzędzi i sprzętu potrzebnego do prac w winnicy. Pozostałości komina świadczą również o tym, że budynek przeznaczony był również w trakcie wzmożonych prac w winnicy jako miejsce zamieszkania i odpoczynku. 

## Opis
Chata wybudowana została z piaskowca i kamieni granitowych, częściowo otynkowana, pokryta dachówką. Budynek jest piętrowy. Z ogrodzenia chaty pozostały szczątkowe fragmenty. Umieszczono ją na skraju ścieżki, dla ułatwienia dostępu oraz aby pozostawić jak najwięcej miejsca na winorośl. 